# Heptà
L'heptà és un hidrocarbur saturat lineal de la família dels alcans de fórmula molecular {\displaystyle {\ce {C7H16}}}.

## Usos
L'heptà (i els seus molts isòmers) s'utilitza àmpliament en laboratoris com a dissolvent no polar. Com a líquid, és ideal per al transport i l'emmagatzematge.
El brom aquós es pot distingir del iode aquós per la seva aparença després de l'extracció en heptà. En dissolució aquosa, tant el brom com el iode són de color marró. Tanmateix, el iode es torna porpra quan es dissol en heptà, mentre que la solució de brom és marró.
L'heptà es ven comercialment com una mescla d'isòmers per al seu ús en pintures i recobriments, mentre que el n-heptà pur s'empra en investigació i desenvolupament i fabricació farmacèutica i també com a component menor de gasolina.

## Perillositat
El seu olor és semblant a la gasolina. L'exposició aguda als vapors d'heptà pot causar marejos, estupor, incoordinació, pèrdua de gana, nàusees, dermatitis, pneumonitis química o inconsciència i possible neuropatia perifèrica.